# Solaris Urbino 18
Der Solaris Urbino 18 ist ein Niederflur-Schubgelenkbus aus der Solaris-Urbino-Familie für den öffentlichen Verkehr, hergestellt von der polnischen Solaris Bus & Coach S.A. in Bolechowo-Osiedle bei Posen. Es ist nach dem Urbino 12 das zweithäufigst verkaufte Modell der Marke Solaris.
Während der Produktion wurde die Bauweise der Busse entsprechend den Kundenbedürfnissen und dem technologischen Fortschritt verbessert. Im Jahr 2002 wurde die zweite Generation vorgestellt, die 2004 durch die dritte Version des Modells ersetzt wurde. 2014 wurde die vierte Generation des Urbino 18 vorgestellt, die 2015 in Serie ging. Bis 2018 wurde auch die dritte Generation parallel produziert.
Neben dem Basismodell mit Dieselmotoren der Abgasnorm Euro 6 werden folgende Versionen produziert: Urbino 18 CNG mit CNG-Gasantrieb, Hybrid Urbino 18 Hybrid (weltweit erster Hybridbus in Serie), voll elektrischer Urbino 18 electric und Oberleitungsbus Trollino 18. Aufgrund unterschiedlicher Kundenanforderungen wurde der Aufbau des Busaufbaus modifiziert. Dabei entstanden folgende Modelle: der Urbino 18 LE in Low-Entry-Bauweise, der um 0,75 m verlängerte Urbino 18.75 sowie Modelle in MetroStyle-Konfiguration, die vor allem für Bus Rapid Transit gedacht sind.

## Neoplan Polska
Im Jahr 1994 eröffnete Krzysztof Olszewski in Polen ein Vertriebsbüro des deutschen Omnibusherstellers Neoplan – Neoplan Polska. Im selben Jahr bestellte MZA Warszawa die ersten 15 m langen Neoplan N4020, bald erhielt das Unternehmen auch einen Auftrag über 72 Niederflur-Stadtbusse für MPK Poznań. Daraufhin fiel die Entscheidung zum Bau einer Busfabrik in Bolechowo-Osiedle bei Posen.
Von 1996 bis 2000 baute Neoplan Polska Busse der Neoplan-4000-Serie und ab 1998 auch das 18-Meter-Gelenkmodell Neoplan N4021. In den Jahren 1998 und 1999 produzierte das Werk 22 Fahrzeuge dieses Typs, die später zum Prototyp des Urbino 18 wurden. Die restlichen Neoplan bezeichneten Busse in polnischen Transportunternehmen wurden importiert, meist gebrauchte Fahrzeuge.
1999 begann das Unternehmen, noch als Neoplan Polska, mit der eigenständigen Produktion von Bussen unter der Marke Solaris. Auf der Internationalen Messe Poznań 1999 wurde das erste Modell der Urbino-Familie vorgestellt, der 12 Meter lange Solaris Urbino 12. Im selben Jahr wurde die Stadtbus-Familie durch längere Modelle ergänzt – den dreiachsigen Urbino 15 und den Gelenkwagen Urbino 18. 2001 wurde Neoplan von MAN übernommen, Neoplan Polska wurde jedoch ein eigenständiges Unternehmen der Solaris Bus & Coach SA, die die Tradition und die Vorzüge – einschließlich der Busmodelle – der polnischen Niederlassung von Neoplan weiterführte.

### Generation I (1999–2002)
Ab der zweiten Jahreshälfte 1999 wurde die erste Generation des Solaris Urbino 18 produziert. Mit ihm ergänzte Solaris das Angebot um einen 18-Meter-Schubgelenkbus. Das erste Serienfahrzeug wurde 1999 an die PKA Gdynia geliefert, es war auch der einzige neue Niederflur-Gelenkbus, der 1999 von Verkehrsunternehmen in Polen gekauft wurde. Urbino-18-Busse der ersten Generation glichen in vielen Details den kürzeren Modellen der Urbino-Familie. Die Karosserie ist selbsttragend mit einem Fachwerkskelett. Sie wurde mithilfe von Computern und Programmen zur Konstruktion (CAD) und zur Berechnung der Strukturfestigkeit konstruiert.Dieselmotoren von MAN oder DAF wurden im Heck in einem sogenannten Turm montiert. Die Getriebe liefert Voith. Das moderne Design der Busse der Urbino-Familie erregte Aufsehen.
Für den Innenraum orientierte sich Solaris an dem aus den Neoplan-Modellen bekannten Grundriss, er wird jedoch für jeden Kunden je nach Bedarf etwas anders gestaltet. Das Einsteigen wurde durch drei oder vier Türpaare in der 2-2-2-0- oder 2-2-2-2-Konfiguration ermöglicht. In der zweiten Tür wurde eine Rollstuhlplattform installiert. Ein charakteristisches Merkmal der ersten Generation sind die mit Klarlack statt mit gelber Farbe lackierten Handläufe. Bei der Gestaltung der Sitz- und Fahrerhausanordnung ließen sich die Designer von den Prinzipien der Ergonomie und der Forschung zur Anordnung des menschlichen Körpers in verschiedenen Positionen leiten. Die tägliche Reinigung des Innenraums wurde durch die Befestigung der Sitze an der Seitenwand erleichtert. Später wurden mehrere technische Korrekturen als Reaktion auf Mängel eingeführt, die während des Betriebs bei Kunden aufgetreten waren, der Kraftstofftank wurde ins Heck des Busses verlegt und die Elektroinstallation auf Basis des CAN-Busses verbessert.
Die 18-Meter-Busse stießen infolge der stärkeren Werbung für das Modell Urbino 15, der sinkenden Zahl der Fahrgäste im ÖPNV und die Notwendigkeit, eine große Zahl von Bussen mit relativ geringen finanziellen Mitteln zu ersetzen zunächst auf wenig Käuferinteresse in Polen. Das führte dazu, dass Transportunternehmen billigere 15-Meter-Fahrzeuge mit geringerer Kapazität bevorzugten. Um die Jahrhundertwende war der Markt für 15-Meter-Busse gesättigt, was später zu einem Anstieg der Nachfrage nach Gelenkfahrzeugen führte. Insgesamt verkaufte Solaris bis 2002 12 Solaris-Urbino-18-Busse der erste Generation an polnische Städte. Gelenkfahrzeuge wurden auch an ausländische Kunden verkauft. Solaris Urbino-18-Busse der ersten Generation wurden unter anderem gekauft von Rīgas Satiksme aus Riga (57 Einheiten).

### Generation II (2002–2005)
Ab 2002 wurde eine neue, zweite Generation des Modells Urbino 18 produziert, diese Generation war jedoch nur eine Übergangslösung zwischen der ersten und der geplanten dritten Generation. Es gab mehrere technische Verbesserungen, und das Design der Busse wurde leicht verändert. Die Einstiegshöhe wurde von 360 auf 320 mm an der ersten, zweiten und dritten Tür reduziert. Zum Einsatz kamen innovative Wabco-Bremssysteme. Für alle Neufahrzeuge wurden auch Euro-3-konforme Motoren eingeführt. Die Solaris Urbino-18-Busse der zweiten Generation wurden unter anderem nach Danzig, Białystok und Poznań, aber auch ins Ausland, u. a. nach Dresden, ausgeliefert. Seit 2002 wird in Bolechowo der Trolleybus Solaris Trollino 18 auf Basis des Aufbaus des Solaris Urbino 18 der zweiten Generation gebaut.

### Generation III (2005–2018)
2005 produzierte und präsentierte Solaris die ersten Einheiten der neuen Solaris Urbino 18 der dritten Generation. Dabei wurden im Vergleich zu den Vorgängerversionen zahlreiche stilistische und gestalterische Änderungen vorgenommen. Der Demonstrator verwendete einen DAF-PE-228-Dieselmotor in Kombination mit einem Voith-D864.3-Automatikgetriebe. In späteren Jahren wurden die Busse Urbino 18 nach und nach modernisiert, um sie wirtschaftlicher und umweltfreundlicher zu machen. Es wurden Aggregate von DAF, Cummins und Iveco verwendet. Beim Urbino 18 der dritten Generation wurde das Interieur des Busses verändert, wodurch mehr Sitze im Niederflurbereich gewonnen wurden. Auch das Styling des Fahrzeugs wurde deutlich verändert.
Seit 2004 werden Busse mit Motoren der Abgasnorm Euro 4 produziert, 2006 wurde auf Basis von DAF-Technologie der erste Bus mit Euro-5-EEV-Antrieb dank Einsatz eines Dieselpartikelfilters vorgestellt. 2013 produzierte das Unternehmen den ersten Euro-6-konformen Bus mit DAF-Motor.
Auf Basis des Urbino 18 der dritten Generation wurden viele Solaris-Derivatmodelle erstellt. Neben dem bisher produzierten Trollino-18-Trolleybus wurden die Modelle Urbino 18 Hybrid eingeführt (2006), Urbino 18 CNG (2006), Urbino 18 LE CNG (2007), erweiterte Version Urbino 18.75 (2013) sowie Urbino 18 electric (2013).
Trotz der Einführung der neuen, vierten Generation des Urbino 18 in die Serienproduktion im Jahr 2015 wurde die dritte Generation noch einige Zeit produziert. Anfang 2018 wurden die letzten Solaris Urbino-18-Busse der vorherigen Generation an Kunden übergeben.

### Generation IV (ab 2015)
Die Premiere der vierten Generation des Urbino 18 fand am 24. September 2014 während der IAA Nutzfahrzeuge in Hannover statt, die Vorstellung in Polen im November während der Transexpo in Kielce. Die neuen Busse zeichnen sich sowohl technisch als auch stilistisch durch eine langlebigere und leichtere Struktur aus. Der Geräuschpegel und die Intensität der Vibrationen im Fahrzeug wurden reduziert. Angetrieben werden die Busse von DAF-MX-11-Motoren mit einer Leistung von 240 bzw. 271 kW, die die Abgasnorm Euro 6 erfüllen; die Kraft wird über ein ZF-Ecolife- oder Voith-Diwa-6-Getriebe übertragen. Der Kraftstofftank mit einem Fassungsvermögen von 360 Litern wurde oberhalb der Nachlaufachsenräder verlegt. Die Anzahl der von der unteren Etage aus zugänglichen Sitzplätze wurde auf 24 (zusammen mit den restlichen über 40) erhöht. Die Innenbeleuchtung des Fahrzeugs wurde in LED-Technik ausgeführt, dem sogenannten „indirektem Licht“, das dem Fahrer das Fahren im Dunkeln erleichtern soll. Durch  Tieferlegung um 50 mm (bei gleichbleibender Innenhöhe des Fahrzeugs) wurde der Bus stabiler. Auch stilistisch ist er verändert. Die Türen können im System 2-2-2-2, 2-2-2-0, 1-2-2-2 oder 1-2-2-0 geliefert werden. Die Türbreite beträgt beim neuen Urbino 1250 mm, wahlweise bietet der Hersteller außerdem eine Tür mit 1350 mm Breite an. Die Türhöhe beträgt 1970 bis 2000 mm. In den neuen Modellen können die Busse mit folgenden Bedienfeldern ausgestattet werden: ein aus der Electric-Version und Solaris Tramino bekanntes interaktives Bedienfeld, ein neues Siemens-VDO-Panel oder ein Standard-Solaris-Panel (MOKI) in einer aktualisierten Version.
Die Serienproduktion der neuen Fahrzeuggeneration startete im Januar 2015. Der erste Empfänger des neuen Urbino 18 war die Bochum-Gelsenkirchener Straßenbahnen AG (Bogestra) aus Bochum in Deutschland; in Polen wurde der erste Urbino 18 der vierten Generation an KM Płock geliefert.
Der Solaris Urbino 18 gehört zur Busfamilie Solaris Urbino, auf der die Busstruktur basiert. Die meisten Komponenten ähneln anderen Modellen der Urbino-Familie. Durch den modularen Aufbau der Busse waren ohne große Änderungen an der Karosseriestruktur und am Triebwerk kürzere Versionen möglich. Diese Lösung senkt die Produktions- und Betriebskosten, insbesondere für Verkehrsunternehmen, die auch Solaris-Busse anderer Länge haben.

## Design und technische Daten

### Antriebssystem
Der Solaris Urbino 18 in der Ausführung mit konventionellem Antrieb kann mit zwei verschiedenen im Heckbereich des Busses befindlichen Sechszylinder-Dieselmotoren im sogenannten Motorturm geordert werden: DAF MX-11 240 (240 kW = 326 PS) oder stärkerer DAF MX-11 271 (271 kW = 368 PS). Die CNG-Gas-Version ist mit den Motoren Cummins ISLG 8.9 E6 320 (239 kW = 324 PS) oder Cummins ISLG 6C 320 (239 kW = 324 PS) ausgestattet. Alle Motoren erfüllen die Abgasnorm Euro 6. Der Motor ist mit einem Automatikgetriebe Voith DIWA 6 (früher auch DIWA 5) oder ZF EcoLife gekoppelt. Der Antrieb wird beim ZF AV 133 auf die Hinterachse übertragen. Bei der Hybridversion der vierten Generation kommt der Serienantrieb von BAE Systems zum Einsatz (siehe: Abschnitt Solaris Urbino 18 Hybrid). Der Solaris Urbino 18 electric verwendet einen 240 kW (326 PS) starken Asynchronmotor.
In der Vergangenheit hat Solaris auch Motoren von DAF, MAN und Iveco eingebaut.
Der Kraftstofftank des Urbino 18 der vierten Generation wurde über den Radhäusern der Nachlaufachse platziert. Er hat ein Fassungsvermögen von 360 Litern. Es wird das Additiv AdBlue verwendet, das sich in einem Tank mit einem Fassungsvermögen von 50 Litern befindet.

### Gehäuse
Der Solaris Urbino 18 ist ein dreiachsiger Schubgelenkbus. Die Anlenkung befindet sich zwischen der zweiten und dritten Achse. Die erste Vorderachse (Einzelachse ZF RL 82 EC oder Starrachse ZF RL 85 A) ist die Lenkung. Die Lenkung wird von Bosch im RB-Servocom-System geliefert. Die Nachlaufachse (zweite) ist feststehend (ZF AVN 132), während die letzte die Antriebsachse (ZF AV 133) ist.
Der Boden liegt 320–340 mm über der Fahrbahnoberfläche. Zusätzlich ist das Fahrzeug mit einer Kneeling-Funktion ausgestattet, die es ermöglicht, den Boden im Stand auf der rechten Seite um ca. 70 mm abzusenken.

### Karosserie und Interieur
Der Bus basiert auf einer selbsttragenden Karosserie mit einem Skelett aus korrosionsbeständigem Stahl. Am Skelett sind Karosseriebleche aus gleichartigem Edelstahl und Aluminium befestigt. Alle Seitenverkleidungen und Radlaufverkleidungen sind abnehmbar, was einen eventuellen Austausch nach einem Unfallschaden erleichtert. Um die Wartung von Bussen zu erleichtern, wurden Revisionsöffnungen und -luken verwendet, die einen einfachen Zugang zu den wichtigsten Fahrzeugelementen ermöglichen.
Der Zugang zum Bus ist mit drei oder vier Türpaaren möglich, die in einem Sprung-Schiebe-System montiert sind oder sich nach innen öffnen. Sie können je nach Kundenwunsch im 1-2-2-, 2-2-2-, 1-2-2-2- oder 2-2-2-2-System eingebaut werden. An der zweiten Tür befindet sich eine manuelle (optional: elektrische) Rampe, die den Zugang mit Rollstühlen oder Kinderwagen ermöglicht. Gegenüber der zweiten Tür befindet sich eine Plattform für Rollstühle und Kinderwagen. Optional kann im zweiten Fahrzeugabschnitt an der dritten Tür ein zweiter Platz für Rollstühle vorhanden sein. Es gibt auch Stehplätze und Klappsitze in diesem Raum. Insgesamt verfügt der Bus über bis zu 47 Sitzplätze sowie 6 Klappsitze (in der Version mit Dieselmotor). Die genaue Anordnung der Sitze richtet sich nach den individuellen Anforderungen des Kunden.

## Modelle basierend auf dem Solaris Urbino 18

### Solaris Trollino 18
Ende 2001 präsentierte Solaris nach erfolgreichen Erprobungen mit dem ersten Trollino Solaris Trollino 12 den ersten 18-Meter-Gelenktrolleybus Solaris Trollino 18. Zum Einsatz kam die elektrische Ausrüstung von Ganz Transelectro aus Budapest. Als Antrieb diente ein asynchroner Wechselstromelektromotor mit einer Leistung von 165 kW. Zur Ansteuerung der Elektromotoren kamen IGTB-Umrichter zum Einsatz. Unter anderem wurden Trolleybusse dieses Typs nach Riga, Tallinn, Winterthur, Rom und La Chaux-de-Fonds geliefert.
Mit der Einführung der dritten Generation des Solaris Urbino 18 wurde auch die Version Trollino 18 verbessert, Antriebe der tschechischen Cegelec oder der polnischen Medcom wurden eingeführt. Einige Exemplare wurden auf Kundenwunsch mit Batterien oder Dieselmotoren ausgestattet, die eine Fahrstrecke von bis zu 5 km ohne Traktion ermöglichen. 2014 wurden 12 knickgelenkte Trollino 18 nach Lublin geliefert. Sie waren die ersten Gelenktrolleybusse in Polen. Weitere 16 Fahrzeuge, die bereits der vierten Generation angehören, wurden Anfang 2018 von PKT Gdynia bestellt.
2016 bestellte das lettische Unternehmen Rīgas Satiksme 10 Solaris-Gelenktrolleybusse in der verlängerten Version Trollino 18.75. Ein ungewöhnliches Element der Ausstattung ist eine Wasserstoff-Brennstoffzelle, dank derer ein Trolleybus bis zu 100 km ohne Traktion zurücklegen kann, was allein mit Traktionsbatterien nicht möglich ist. Im Mai 2017 wurde das erste Fahrzeug auf den Straßen von Gdynia getestet.
Basierend auf dem Fahrgestell des Trollino 18 der dritten Generation mit eigenem Antrieb werden die Trolleybusse von Škoda Transportation als Škoda 27Tr Solaris hergestellt. Im Dezember 2017 wurden die ersten Trolleybusse dieses Typs auf Basis des Urbino-Aufbaus der vierten Generation an das slowakische Žilina geliefert.

### Solaris Urbino 18 CNG und Solaris Urbino 18 LE CNG
Die ersten mit CNG-Gas betriebenen Busse wurden 2004 von Solaris produziert und gehörten zur zweiten Generation des Urbino. Seit 2006 ist eine Variante des Knickmodells mit Gasantrieb erhältlich – Solaris Urbino 18 CNG. Als Antrieb diente ein Iveco-Cursor-8-Motor mit 234 kW (318 PS). Auf dem Dach des Fahrzeugs wurden Gasflaschen mit einem Fassungsvermögen von 1.284 bzw. 1.498 l platziert. Der Antrieb wurde über ein Voith-DIWA-5- oder ZF-Ecolife-Getriebe übertragen. Diese Triebwerke wurden später durch Cummins-Motoren ersetzt. Der erste Prototyp Urbino 18 CNG wurde im November 2006 nach Lublin geliefert und im Oktober 2009 an Radom verkauft. 2014 kaufte MPK Radom weitere 8 Busse dieses Typs. Sie ist die einzige polnische Fluggesellschaft, deren Flotte Solaris Urbino 18 CNG-Busse in der Niederflurversion umfasst. Im Ausland kann man sie u. a. auch auf den Straßen von Ostrawa, Usti nad Labem, Chomutova, Västerås und Straßburg antreffen.
2011 wurde auch eine Low-Entry-Version geschaffen – Solaris Urbino 18 CNG LE, die hauptsächlich für die skandinavischen Märkte bestimmt ist. Die Produktion endete jedoch mit einem Prototyp, der später von PKM Tychy gekauft wurde.
Solaris Urbino-18-CNG-Busse sind auch in der vierten Generation des Urbino erhältlich. Die Struktur des Fahrzeugs wurde leicht verändert. Cummins-239-kW-Motoren sind mit einem Voith-DIWA-6- oder ZF-Ecolife-Getriebe erhältlich. Gastanks gibt es in drei Varianten: 5 × 315 = 1.575 Liter, 5 × 340 = 1.700 Liter oder 5 × 375 = 1.875 Liter Die ersten Fahrzeuge dieser Art wurden 2016 von der Pariser RATP bestellt.

### Solaris Urbino 18 Hybrid und Solaris Urbino 18 Plug-in-Hybrid
Im Herbst 2006 wurde der Solaris Urbino 18 Hybrid mit Hybridantrieb auf der Hannover Messe als Weltpremiere präsentiert. Er ist der weltweit erste in Serie gefertigte Hybridbus. Das Hybridmodell entstand dank der Zusammenarbeit des Solaris-Forschungszentrums mit den Unternehmen Allison Transmission und Cummins, die bereits Erfahrung mit dem Bau dieser Antriebsart auf dem nordamerikanischen Markt haben. Der Bus verwendet zwei Motoren – einen traditionellen 284 kW (386 PS) starken Dieselmotor und einen elektrischen. Zum Zeitpunkt des geringsten Stromverbrauchs fährt der Bus im Zero-Emission-Modus. Beim Anfahren oder bei höherem Leistungsbedarf (z. B. beim Bergauffahren) startet der Verbrennungsmotor. Busse dieses Typs wurden unter anderem nach Dresden, Posen, Sosnowiec, Leipzig und Bochum geliefert. Mitte 2008 wurde das Modell Solaris Urbino 18 Hybrid deutlich modernisiert, danach bezeichnet der Hersteller ihn als Fahrzeug der zweiten Generation. Die Änderungen betreffen hauptsächlich das Antriebssystem, das drei alternative Versionen des Hybridantriebs verwendet: den beliebtesten Alisson-Transmission-Antrieb der zweiten Generation in Serienkonfiguration; Vossloh Kiepe parallel oder seriell mit Voith-Technik. Alle Modelle sind mit Cummins-Dieselmotoren erhältlich. Durch den Einsatz von Hybridantrieben können die Abgasemissionen und der Kraftstoffverbrauch um 20 % bis 25 % sowie der Geräuschpegel gesenkt werden.
Bei Urbino-18-Hybridbussen der vierten Generation wurden die bisherigen Antriebe der Hybridbusse dieses Herstellers aufgegeben und ein Hybridsystem von BAE Systems verwendet. Dank dieser Lösung ist es möglich, den Antrieb mit dem kürzeren Hybridmodell – Urbino 12 hybrid zu standardisieren.
2020 wurde das Plug-in-Hybrid-Modell Solaris Urbino 18 in das Angebot des Herstellers aufgenommen. Dieses Fahrzeug basiert auf Komponenten des Modells der Generation Urbino 18 hybrid IV, aber durch den Einsatz größerer Batterien und der Möglichkeit, diese über eine Steckverbindung aufzuladen, hat sich der Anteil des Batterieantriebs beim Fahren des Busses erhöht. Im Zero-Emission-Modus (nur basierend auf Elektroantrieb) kann er bis zu 10 km weit fahren. Das Fahrzeug nutzt einen 6,7 Liter Cummins-Dieselmotor mit 220 kW (299 PS) und einen BAE-Elektromotor mit 160 kW (218 PS).

### Solaris Urbino 18.75
2012 präsentierte Solaris eine erweiterte Version des Urbino 18 – den Solaris Urbino 18.75. Das Design wurde nicht wesentlich verändert, die Heckpartie und das Antriebssystem blieben gleich. Zwischen der zweiten Tür und dem Radlauf der Nachlaufachse befindet sich ein Zusatzmodul. Dank dieser Ausführung wurde die Anzahl der Sitzplätze um vier erhöht, und auch der Platz für stehende Personen wurde vergrößert. Die erweiterte Version umfasst auch Elektro-Wasserstoffbusse und Solaris Trollino-Trolleybusse in der MetroStyle-Aufbauversion. Die ersten fünf Urbino 18.75 mit klassischem Dieselmotor gingen an das deutsche Hagen. Auch in Polen läuft seit 2013 ein Solaris Urbino 18.75 in den Farben von SPAD in Stettin.

### Solaris Urbino 18 electric und Solaris Urbino 18.75 electric
2014 hatte der Elektro-Gelenkbus Solaris Urbino 18 auf der InnoTrans in Berlin Premiere. Das Design basiert auf dem Modell Urbino 18 der 3. Generation und den Erfahrungen des Herstellers mit kürzeren vollelektrischen Bussen (Urbino 8,9 LE electric und Urbino 12 electric). Der Antrieb erfolgt über einen Asynchronmotor mit einer Leistung von 240 kW (326 PS), der sich im zweiten Teil des Fahrzeugs befindet. Auf dem Dach des Busses sind hinter speziellen Gittern Batterien mit einer Kapazität von 90 kWh platziert. Geladen wird der Prototyp mit dem Induktionsladesystem Bombardier Primove. Auf Kundenwunsch konnte auch ein Stromabnehmer oder ein Steckverbinder verwendet werden. Der Bus verwendet auch elektrische Geräte von Kiepe Electric und Medcom.
2014 lieferte Solaris zwei Elektrobusse vom Typ Urbino 18.75 an die Hamburger Hochbahn. Um die Fahrstrecke ohne Nachladen zu verlängern, verwenden diese Busse neben dem Elektromotor eine Wasserstoff-Brennstoffzelle mit einer Leistung von 101 kW. Dadurch kann der Bus bis zu 300 km ohne Aufladen zurücklegen. Dies ist das erste Fahrzeug, das in Polen hergestellten Wasserstoff als Kraftstoff verwendet.
Im Herbst 2017 wurde der Solaris Urbino 18 electric der vierten Generation auf der Messe Busworld in Kortrijk vorgestellt. Die meisten technischen Komponenten wurden von der Vorgängergeneration Urbino 18 electric übernommen. Es wurden Solaris-High-Energy-Batterien der neuen Generation verwendet. Der Bus kann bis zu 135 Personen befördern. In Polen gingen unter anderem Aufträge für diese Art von Fahrzeugen aus Krakau, Jaworzno und Kattowitz ein. Ein Fahrzeug wurde auch für dreijährige Tests am MZA Warschau verwendet. Solaris hat auch einen Auftrag über 25 Busse dieses Typs für einen Verkehrsbetrieb aus Brüssel erhalten.

### Solaris Urbino 18 MetroStyle

#### Solaris Urbino 18 Hybrid MetroStyle
2010 erhielt Solaris einen Auftrag über die Lieferung von Hybrid-Gelenkbussen des französischen Verkehrsunternehmens Transdev für das Schnellbussystem in Paris. Die Busse wurden 2011 vorgestellt. Sie erhielten ein völlig neues Design in Anlehnung an die Straßenbahnfamilie Solaris Tramino, weshalb der neue Bus Urbino 18 Hybrid MetroStyle benannt wurde. Es gibt eine Windschutzscheibe mit einzeiliger Unterkante und komplett neue Scheinwerfer. Auch die Rückwand hat sich verändert – die Lichter sind vertikal platziert und die Heckscheibe hat eine V-Form. Es wurde das 1-2-2-2-Türsystem verwendet. Auch ein innovatives System zur Unterstützung des Fahrers beim Rangieren des Busses kam zum Einsatz. Unter anderem kommen auch Solaris Urbino 18-Hybrid-MetroStyle-Busse in der Stadt Saint-Denis auf der französischen Insel Réunion im Indischen Ozean zum Einsatz. Es ist der am weitesten von Bolechowo entfernte Ort, an dem Solaris-Busse betrieben werden.

#### Solaris Trollino 18 MetroStyle und Trollino 18.75 MetroStyle
Die ersten Solaris Trollino 18 MetroStyle-Trolleybusse wurden in zehn Exemplaren im Jahr 2012 an das österreichische Salzburg geliefert. Bei Trolleybussen in dieser Aufbauvariante wird neben der Bezeichnung MetroStyle auch die Bezeichnung Solaris Trollino 18 Tram-Look verwendet. Im Jahr 2012 wurde ein Vertrag über die Lieferung von weiteren 26 Trolleybussen für Salzburg unterzeichnet, die Lieferungen endeten 2016 mit dem tausendsten Solaris-Trolleybus. Ende 2014 gewann Solaris eine Ausschreibung für die Lieferung von vier 18,75 m langen Trolleybussen für das deutsche Esslingen. Sie wurden 2016 ausgeliefert.

#### Solaris Urbino 18 MetroStyle
Die ersten Urbino 18 MetroStyle-Busse mit Dieselmotor wurden im September 2014 an MPK Kraków ausgeliefert. Sie bedienen die Linien 164, 179 und 509. Busse mit konventionellem Antrieb in der MetroStyle-Ausführung wurden auch nach Burgas und Marrakesch geliefert.

## Betrieb und Verkauf
Der Wert des Solaris-Urbino-18-Busses hängt von vielen Faktoren ab, darunter Zusatzausstattung, die Größe des Auftrags und dessen Finanzierung und vor allem die Antriebsart. In der Standardversion mit Dieselmotor kostet ein Bus etwa 1.300.000 – 1.600.000 PLN. Die Version mit CNG-Gasantrieb kostet etwa 2 Mio. PLN. Bei der vollelektrischen Version kostet ein Fahrzeug ca. 2,5–3 Mio. PLN, während der Urbino 18 Hybrid ca. 2 Mio. PLN kostet. Der Solaris Trollino 18 hat einen ähnlichen Wert von etwa 2 Mio. PLN.
Solaris Urbino 18-Busse und abgeleitete Modelle erreichten insgesamt fast 100 Verkehrsbetriebe, sowohl auf dem In- als auch auf dem Auslandsmarkt. Der Solaris Urbino 18 ist das zweitbeliebteste Modell in der Geschichte von Solaris Bus & Coach. Nur das Modell Urbino 12 hat mehr Umsatz generiert.
Nachfolgend Beschreibungen des Betriebs in den Städten, in denen die meisten Solaris Urbino 18-Busse eingesetzt werden.

### Warschau
Der erste Großauftrag für Solaris Urbino 18-Busse wurde 2004 von MZA Warschau geliefert. Laut Vertrag lieferte Solaris im Jahr 2005 80 Gelenkbusse der dritten Generation. Diese wurden an die Depots Ostrobramska und Woronicza geliefert. Im Jahr 2006 wurde eine weitere Ausschreibung für 150 Busse, davon 100 Gelenkbusse, ausgeschrieben. Solaris gewann gegen Mercedes, woraufhin im Jahr 2007 100 neue Urbino-18-Busse geliefert wurden. Sie gingen in das Depot Woronicza, während alle Urbino 18 aus der ersten Lieferung nach Ostrobramska verlegt wurden. Eine weitere Ausschreibung für 150 Busse, davon 80 Gelenkbusse, gab es 2008. Auch hier ging Solaris als Sieger hervor. Diesmal gingen die Fahrzeuge in die Depots Redutów und Stalowa. Ein Jahr später wurden weitere 20 Busse nach Warschau geliefert, 2010 weitere 42. Darüber hinaus wurden im Jahr 2010 50 neue Busse von der privaten Fluggesellschaft Mobilis für den Betrieb der Linie in Warschau bestellt. Im Jahr 2010 wurde eine weitere Ausschreibung für 168 Busse, darunter 108 Gelenkbusse, ausgeschrieben. Der Gewinner war Solaris, wodurch weitere 104 Urbino 18 mit klassischem Antrieb und vier Urbino 18 Hybrid mit Antrieb von Alisson Transmission auf die Straßen von Warschau kamen. Dies war die größte Busausschreibung in Polen, die Solaris übernehmen konnte. Alle Fahrzeuge wurden an das Busdepot in Woronicza geliefert. 2017 wurde der erste vollelektrische Solaris Urbino 18 electric der vierten Generation auf den Straßen von Warschau vorgestellt. Es ist ein Testfahrzeug von Solaris, das von MZA für drei Testjahre gemietet wurde. Im März 2019 gewann Solaris die Ausschreibung, im Juli wurde eine Vereinbarung unterzeichnet, wonach der Hersteller aus Posen 130 Elektrobusse Solaris Urbino 18 nach Warschau liefern soll. Es war damals die größte Elektrobus-Ausschreibung in Europa. Insgesamt wurden knapp 500 Fahrzeuge der Urbino 18-Familie für Warschau produziert.

### Krakau
Die ersten Solaris Urbino 18 Busse wurden im zweiten Halbjahr 2005 an MPK Kraków geliefert. Der erste Auftrag umfasste nur sechs Einheiten. In den Jahren 2006 und 2007 erschienen weitere 20 Fahrzeuge auf den Straßen von Krakau. Ein Jahr später tauchte in Krakau ein privates Transportunternehmen, Mobilis, auf und schickte die Solaris-Urbino-18-Busse in charakteristischen gelben Farben (anstelle des weiß-blauen Designs in Krakaus) auf einige Strecken. Diese Fahrzeuge verschwanden 2013 von den Straßen Krakaus, weil der Vertrag zwischen der Stadt und Mobilis auslief und das Unternehmen weitere Verträge mit Bussen anderer Hersteller abschloss. Im Dezember 2009 wurden weitere fünf Busse an MPK geliefert. 2011 wurde eine Ausschreibung für die Lieferung von 100 Bussen, davon 73 Gelenkbusse, ausgeschrieben. Als Sieger stellte sich Solaris heraus. Die Auslieferungen dieser Busse dauerten von 2011 bis 2014. Die letzten acht Einheiten hatten ein moderneres Design, sie gehörten zum Urbino 18 MetroStyle. Ende 2014 wurde ein gebrauchter Solaris-Urbino 18-Hybrid-Bus aus dem Jahr 2010 (das aktuelle Testmodell) angeschafft. Im Jahr 2016 kaufte MPK Kraków 12 Urbino-18-Hybrid-Busse der neuen Generation. Im Jahr 2016 unterzeichnete MPK mit Solaris einen Vertrag über die Lieferung von 77 Fahrzeugen Urbino 18 der Generation IV. Die Lieferungen erfolgten im Jahr 2017. Außerdem wurden 3 Urbino 18 electric geliefert, und Krakau war der erste Empfänger von Bussen dieses Typs in der neuen Version.

### Berlin
Die ersten Solaris Urbino 12 wurden 2002 in Berlin getestet. Die Tests verliefen erfolgreich und so entschied sich die BVG für die Anschaffung von 10 Solaris-Urbino-18-Gelenkbussen der zweiten Generation. Die Busse fuhren 2003 in die Straßen Berlins ein. Eine besondere Ausstattung für Berlin war eine Rampe für Rollstühle und Kinderwagen in der vorderen, nicht in der mittleren Tür. Aus diesem Grund wurde auch die Durchgangsbreite zwischen den Radhäusern auf 880 mm vergrößert. 2004 erhielt Solaris einen Großauftrag über die Lieferung von 130 Gelenkbussen der dritten Generation mit einer Option auf weitere 130. Als Ergebnis erschienen 260 neue Niederflurbusse vom Typ Solaris Urbino 18 auf den Straßen Berlins. Im Juli 2016 fuhr im Rahmen eines Austausches anlässlich des 25-jährigen Jubiläums der Partnerschaft zwischen Warschau und Berlin einer der Warschauer Solaris Urbino 18 nach Berlin. Damals fuhr in Warschau ein Doppeldecker MAN Lion’s City DD aus Berlin.

### Athen
Anfang 2008 hat das Athener Stadtbusunternehmen E.THE.L eine Ausschreibung über die Lieferung von 320 Stadtbussen, 220 Midi- und 100 Maxi-Klassen ausgeschrieben. Als Anbieter wurde Solaris aus dem Wettbewerb ausgewählt und im Juli 2008 der Vertrag unterzeichnet. Der Auftragswert beträgt über 80 Mio. EUR. Die Busauslieferungen wurden Ende 2009 abgeschlossen. Dies war der größte Einzelauftrag für Solaris-Busse.

### Dubai
Ende 2006 startete die Dubai Roads & Transport Authority eine Ausschreibung für die Lieferung von 620 Stadtbussen. Solaris war der Gewinner einer Tranche von 225 Fahrzeugen. Als Ergebnis dieses Auftrags lieferte der Hersteller 150 Urbino-18-Gelenkbusse der dritten Generation (die restlichen 75 sind Urbino 12). Die Auslieferung von Bussen war für Ende 2007 und im ersten Halbjahr 2008 geplant. Neu bei den Bussen für RTA waren eine effizientere Klimaanlage und Systeme zum Schutz des Motors gegen Sandstürme. Außerdem wurden spezielle Kaltluftschleier verwendet, um eine Erwärmung des Innenraums nach dem Öffnen der Tür zu verhindern.